# قلات بر أفتاب (سررود الجنوبي)
قلات بر أفتاب (بالفارسية: قلات برآفتاب) هي قرية تقع في إيران في قسم سررود الجنوبي الريفي. يقدر عدد سكانها بـ 110 نسمة .